# Naturschutzgebiet Vosloh
Das Naturschutzgebiet Vosloh ist ein 0,4 ha großes Naturschutzgebiet (NSG) westlich des Ortsteiles Grimminghausen bzw. Schloss Grimminghausen der Stadt Plettenberg im Märkischen Kreis in Nordrhein-Westfalen. Das NSG wurde 1985 vom Kreistag des Märkischen Kreises mit dem Landschaftsplan Nr. 1 (Plettenberg-Herscheid-Neuenrade) ausgewiesen. Der Name war Naturschutzgebiet Dolinenwald „Vosloh“ westlich des Ortsteiles Grimminghausen, Stadt Plettenberg. Mit der 2. Änderung des Landschaftsplanes Nr. 1 (Plettenberg-Herscheid-Neuenrade) wurde das NSG 2012 erneut ausgewiesen und in Naturschutzgebiet Vosloh umbenannt. Ungefähr 200 m westlich des Naturschutzgebiets Vosloh liegt das Naturschutzgebiet Lechenstück.

## Gebietsbeschreibung
Bei dem NSG handelt es sich um einen Rotbuchen-Eschen-Mischwald auf einer Kalklinse mit Quellen und Bachschwinden. Das Gebiet umfasst Teile der bewaldeten Quellregion des Hellensiepen. Im Gelände finden sich kleine Dolinen, Felsrippen und Kleinfelsen. Der Wald weist starkes bis sehr starkes Baumholz auf. Die Kleinfelsen sind meist unter 1,75 m hoch, nur einer erreicht eine Höhe von 3 m. Randlich wird das Schutzgebiet von naturnahen Quellbächen tangiert. Im Nordosten verschwindet der Quellbach innerhalb einer Bachschwinde. Auf den Nassstandorten sind kleinflächig quellentypische Vegetationselemente des Bach-Erlen-Eschenwaldes und der Milzkrautgesellschaft ausgebildet. Der Dolinenwald Vosloh besitzt trotz seiner bescheidenen Größe einen geomorphologisch Strukturreichtum auf. Dolinen und Bachschwinde sind repräsentative Elemente von Karstlandschaften und somit in diesem Teil des Sauerlandes außerhalb der Massenkalkregionen (Hohenlimburg-Letmathe-Iserlohn-Hemer, Attendorn-Finnentrop, Warstein-Brilon) mit ihren mehreren hundert Höhlen (inklusive zahlreicher Schauhöhlen), Karstquellen, Dolinen und anderen Karsterscheinungen seltener. Zusammen mit dem westlich gelegenen Naturschutzgebiet Lechenstück  bildet das Dolinengelände Biotopinseln mit einer im Naturraum seltenen Kalkflora.

## Schutzzweck
Das Naturschutzgebiet wurde zur Erhaltung und Entwicklung eines Rotbuchen-Eschen-Mischwald auf einer Kalklinse mit Quelle und Bachschwinde und als Lebensraum seltener und gefährdeter Tier ausgewiesen. Wie bei anderen Naturschutzgebieten in Deutschland wurde in der Schutzausweisung darauf hingewiesen, dass das Gebiet „wegen der landschaftlichen Schönheit und Einzigartigkeit“ zum Naturschutzgebiet wurde.
Unter Besondere Verbote wurde im Landschaftsplan aufgeführt „die bodenständigen Waldbereiche (Laub-Mischwald) forstlich zu nutzen“.